# Aïn Romana
Aïn Romana (em árabe: عين الرمانة) é uma cidade e comuna localizada na província de Blida, Argélia. Segundo o censo de 2008, a população total da cidade era de 12 529 habitantes.